# Diana Jorgowa
Diana Christowa Jorgowa, po mężu Prodanowa (bułg. Диана Христова Йоргова, po mężu Проданова, ur. 9 grudnia 1942 w Łoweczu) – bułgarska lekkoatletka specjalizująca się w skoku w dal.
W 1961 zdobyła srebro uniwersjady. Na igrzyskach olimpijskich w Tokio (1964) zajęła szóstą lokatę. W 1972 była siódma podczas halowych mistrzostw Europy oraz zdobyła wicemistrzostwo olimpijskie (na igrzyskach wystartowała także w biegu rozstawnym 4 × 100 metrów – Bułgarki odpadły w eliminacjach). Halowa mistrzyni Europy z 1973 roku.
Zdobywała medale mistrzostw i igrzysk bałkańskich. Złota medalistka mistrzostw Bułgarii w hali i na stadionie. Reprezentowała swój kraj w pucharze Europy oraz meczach międzypaństwowych.
Rekordy życiowe: stadion – 6,77 (31 sierpnia 1972, Monachium); hala – 6,45 (10 marca 1973, Rotterdam).